# Aristakès II Athorakal
Aristakès II Athorakal ou  At‘oŗakal (« le Coadjuteur », en arménien Արիստակես Բ Աթոռակալ  ; mort en 1470) est coadjuteur de 1448 à 1466 puis  Catholicos de l'Église apostolique arménienne de 1466 à 1470.

## Biographie
En 1448, Aristakès II dit At‘oŗakal est imposé par un clan épiscopal rival comme coadjuteur au Catholicos Grégoire X Djélalbégian dit de Makou (1443-1466). Peu après, il tente de le déposer pour rester le seul Catholicos.
Mettant à profit cette confusion, le Catholicos Zacharie III d’Agthamar (1434-1464), qui bénéficie de l’appui de Jihan Shah, le puissant souverain Qara Qoyunlu, s’empare d’Etchmiadzin à la tête d’une troupe armée et se proclame Catholicos en 1461. Il se rend ensuite  auprès de Jihan Shah pour obtenir la confirmation de sa charge d’unique Catholicos des Arméniens. À la même époque, un moine nommé Serge ou Sarkis s’empare du reliquaire contenant la « dextre de saint Grégoire l’Illuminateur » et s’enfuit à Tabriz auprès de Jihan Shah, de qui il sollicite également le titre de Catholicos comme détenteur de la sainte relique. Jihan Shah se refuse à départager les deux candidats : il  décide de nommer Zacharie III d’Aghtamar Catholicos d’Etchmiadzin et il institue Sarkis II comme son futur successeur.
Une fois installé à Etchmiadzin, Zacharie d’Aghtamar fait reconnaître sa position par Hasan Ali, le fils de Jihan Shah qui contrôle l’Arménie pour le compte de son père depuis sa résidence de Nakhitchevan. Zacharie doit nommer Sarkis II comme coadjuteur en 1462.
Pendant ce temps, Grégoire X de Makou et Arsitakès II, qui se sont  réconciliés, interviennent eux aussi auprès d'Hasan Ali et lui proposent d’augmenter le montant de la contribution due par les Arméniens à leur suzerain.
Zacharie, qui refuse de souscrire à cette surenchère, se brouille avec Hasan Ali et se retire à Aghtamar sans oublier d’emporter la fameuse relique de saint Grégoire l’Illuminateur (1462). Grégoire X et Aristakès reviennent à Etchmiadzin où Grégoire X meurt dès 1466. Désormais seul Catholicos, Aristakès II lui succède mais il meurt à son tour quatre ans plus tard (1470).
Il a comme successeur Sarkis II Aǰatar, l’ancien coadjuteur de Zacharie d’Aghtamar, qui exerce la charge de 1470 à 1474 après s’être adjoint comme coadjuteur Jean ou Hovhannès VII, qui devient Catholicos à sa mort de 1474 à 1484.